# Irving Chernev
Irving Chernev foi um proeminente autor russo naturalizado estadunidense sobre o enxadrismo, tendo imigrado para os Estados Unidos em 1920. Chernev era obcecado pelo jogo sendo um forte enxadrista. O próprio afirmava que "tinha lido [sobre o xadrez] e jogado mais partidas [de xadrez] do que qualquer outro homem na história."
Chernev escreveu mais de 20 livros na área e seu amor pelo jogo é obvio para qualquer leitor em seus livros. Suas principais contribuições foram Chessboard Magic!, The Bright Side of Chess, The Fireside Book of Chess (com Fred Reinfeld), The Most Instructive Games of Chess Ever Played, 1000 Best Short Games of Chess, Practical Chess Endings, Combinations:  The Heart of Chess e Capablanca's Best Chess Endings. Em 1945, junto com Kenneth Harkness escreveu An Invitation to Chess, que se tornou um dos mais bem sucedidos livros de xadrez já escritos tendo vendido mais de cem mil exemplares. Talvez seu livro mais famoso seja Logical Chess: Move by Move (1957) que contém 33 jogos clássicos de 1889 a 1945, jogados por mestres como Capablanca, Alekhine e Tarrasch explicados de uma maneira instrutiva. Uma versão na notação algébrica de xadrez foi publicada pela editora Batsford em 1998 com pouquíssimas alterações em relação ao texto original.

## Principais livros publicados
- Winning Chess, com Fred Reinfeld, 1947.
- Winning Chess Traps: 300 Ways to Win in the Opening, Chess Review, 1946
- The Fireside Book of Chess (with Reinfeld) (Simon & Schuster, NY, 1949)
- Twelve Great Chess Players and Their Best Games (Dover Publications, 1995)
- An Invitation to Chess: a Picture Guide to the Royal Game (com Kenneth Harkness) (Simon e Schuster, New York, 1945).
- Logical Chess: Move by Move, 1957, Simon & Schuster, NY,  ISBN 0-671-21135-8 PBK
- Capablanca's Best Chess Endings: 60 Complete Games, 1978, Dover. ISBN 0-486-24249-8.
- Practical Chess Endings, 1961, Dover. ISBN 0-486-22208-X.
- 200 Brilliant Endgames, 1989, Dover. ISBN 0-486-43211-4.
- The Most Instructive Games of Chess Ever Played: 62 Masterpieces of Chess Strategy, 1965, Dover. ISBN 0-486-27302-4.